# Franz Neumann (Politikwissenschaftler)
Franz Leopold Neumann (* 23. Mai 1900 in Kattowitz; † 2. September 1954 in Visp) war ein deutsch-amerikanischer Politologe und Jurist.

## Leben
Neumann entstammte einer assimilierten jüdischen Familie aus Kattowitz. Als Student nahm er an der Novemberrevolution 1918/19 teil und trat der SPD bei. Nach seiner juristischen Promotion bei Max Ernst Mayer in Frankfurt am Main 1923 war er von 1925 bis 1927 als Lehrer an der gewerkschaftseigenen Akademie der Arbeit, danach als Assistent von Hugo Sinzheimer, dem Begründer des deutschen Arbeitsrechts, tätig. Von 1928 bis 1933 arbeitete er in Berlin in Sozietät mit Ernst Fraenkel als Rechtsanwalt mit dem Schwerpunkt Arbeitsrecht. Zu seinen Klienten zählte der Deutsche Baugewerksbund und der Deutsche Metallarbeiter-Verband, die er in Prozessen bis zum Reichsarbeitsgericht in Leipzig vertrat. Von 1928 an lehrte er an der Deutschen Hochschule für Politik in Berlin und arbeitete als Rechtsberater des Vorstands der SPD.
Nach der Machtübergabe an die Nationalsozialisten wurde Neumann im April 1933 als Jude und Gegner des Nationalsozialismus bedroht und auch verhaftet. Noch im Mai 1933 emigrierte er nach England. Dort nahm er an der London School of Economics and Political Science bei Harold Laski und Karl Mannheim ein Studium der Politikwissenschaft und der Soziologie auf, das er 1936 mit einer zweiten Promotion abschloss. Er war einer der ersten, die die neue nationalsozialistische Reichsregierung ausbürgerte.
1936 siedelte er nach New York über. An dem aus Frankfurt dorthin vertriebenen Institut für Sozialforschung, das damals der Columbia University angegliedert war, arbeitete er an der Seite von Theodor W. Adorno, Max Horkheimer und Herbert Marcuse. Während dieser Jahre entstand sein Hauptwerk Behemoth, eine Strukturanalyse des Nationalsozialismus und zugleich eine Pionierschrift des Power Structure Research.
Nicht zuletzt wegen finanzieller Probleme des Instituts wechselte Neumann 1942 nach Washington zum Office of Strategic Services (OSS), für das er einige Jahre als Deutschlandexperte tätig war, und danach als Leiter des wissenschaftlichen Zweigs der Deutschland-Abteilung ins State Department. Seine Arbeit im OSS bestand vor allem darin, die Tätigkeit der künftigen Militärregierung in Deutschland vorzubereiten. In Zusammenarbeit mit dem amerikanischen Bundesrichter Robert H. Jackson und dem amerikanischen Hauptankläger Telford Taylor verfasste er mehrere Anklageschriften für die Nürnberger Prozesse. 1946 nahm er für die USA an ihnen teil. Ian Buruma urteilt, Neumann sei „der wichtigste Kopf hinter der Entnazifizierung“ in Deutschland gewesen.
1948/50 wurde er als ordentlicher Professor für Politikwissenschaft an die New Yorker Columbia University berufen. Daneben wirkte er an der Gründung der Freien Universität Berlin und des dortigen Instituts für Politische Wissenschaft (IfPW, später Otto-Suhr-Institut) mit. Zeitweise war er auch als Gastprofessor an der FU Berlin tätig; 1953 wurde ihm von deren Philosophischer Fakultät die Ehrendoktorwürde verliehen.
Neumann kam 1954 durch einen Autounfall in der Schweiz ums Leben.
Er war der Doktorvater des Holocausthistorikers Raul Hilberg.
Die Bibliothek von Franz Neumann wurde 1954/55 durch die Universitätsbibliothek der Freien Universität Berlin erworben.

## Bedeutung
Gemeinsam mit Ernst Fraenkel und Karl Loewenstein wird Neumann zu den Gründern der Politikwissenschaft in der Bundesrepublik Deutschland gezählt. Sein Renommee gründet sich nicht zuletzt auf seine Totalitarismustheorie, die er etwa gleichzeitig mit derjenigen Hannah Arendts, Ernst Fraenkels und Carl J. Friedrichs entwickelte.
Neumanns Leitkonzept des totalitären Monopolkapitalismus war hinsichtlich des allgemeinen Trends zur Bürokratisierung von Gesellschaft(en) den Einsichten der Frankfurter Schule verpflichtet. Zugleich erhob er auch eigenständige politiksoziologisch-empirische Studien: Beispielsweise versprach sich Neumann von einer systematischen Analyse der Nürnberger Nachfolgeprozesse einen wichtigen Beitrag „[to] contribute a great deal toward preventing in the future circumventions and violations similar to those which occurred after Versailles“.

## Rezeption
Die Rezeption seines Werkes profitierte seit den 1980er Jahren von dessen Zuordnung zur Kritischen Theorie und galt als deren wichtigste politik- und rechtstheoretische Umsetzung. Jürgen Habermas bezog sich in den späten 1950er Jahren auf Neumann. Der Aufsatz Der Funktionswandel des Gesetzes im Recht der bürgerlichen Gesellschaft avancierte während der Studentenbewegung zu einem Klassiker der materialistischen Rechtstheorie. Ian Kershaw stellte ein Zitat von Franz Neumann an den Beginn seiner Hitler-Biographie.

## Schriften
- Rechtsphilosophische Einleitung zu einer Abhandlung über das Verhältnis von Staat und Strafe. Diss. jur., Frankfurt am Main 1923.
- Tarifrecht auf der Grundlage der Rechtsprechung des Reichsarbeitsgerichts. Berlin 1931.
- Koalitionsfreiheit und Reichsverfassung. Berlin 1932.
- Der Funktionswandel des Gesetzes im Recht der bürgerlichen Gesellschaft. In: Zeitschrift für Sozialforschung Vol. 6 Heft 3 (1937), S. 542–596.
- Demokratischer und autoritärer Staat. Studien zur politischen Theorie. Frankfurt am Main 1967.
- Behemoth. Struktur und Praxis des Nationalsozialismus 1933–1944, Frankfurt am Main 1984, ISBN 3-596-24306-8.
- Wirtschaft, Staat, Demokratie. Frankfurt am Main 1997, ISBN 3-518-10892-1.
- mit Karl August Bettermann, Hans Carl Nipperdey: Die Grundrechte. Frankfurt am Main 1966, ISBN 3-428-00544-9.
- Die Herrschaft des Gesetzes. Frankfurt am Main 1998, ISBN 3-518-57532-5.